# هنری بر (ورزشکار)
هنری بر (انگلیسی: Henry Burr; ۲۱ مارس ۱۸۷۲ – ۲۰ دسامبر ۱۹۴۶) ورزشکار ورزش تیراندازی اهل بریتانیا بود.
وی در مسابقات کشوری و بین‌المللی در مجموع برندهٔ ۱ مدال نقره شده‌است.